# カステッロ・デル・マテーゼ
カステッロ・デル・マテーゼ（伊: Castello del Matese）は、イタリア共和国カンパニア州カゼルタ県にある、人口約1,400人の基礎自治体（コムーネ）。

## 地理

### 位置・広がり

#### 隣接コムーネ
隣接するコムーネは以下の通り。括弧内のCBはカンポバッソ県所属を示す。
- カンポキアーロ (CB)
- ピエディモンテ・マテーゼ
- サン・グレゴーリオ・マテーゼ
- サン・ポティート・サンニーティコ

### 気候分類・地震分類
カステッロ・デル・マテーゼにおけるイタリアの気候分類 (it) および度日は、zona D, 2006 GGである。
また、イタリアの地震リスク階級 (it) では、zona 1 (sismicità alta) に分類される。